# Ectopria thoracica
Ectopria thoracica is een keversoort uit de familie keikevers (Psephenidae). De wetenschappelijke naam van de soort werd in 1845 gepubliceerd door Daniel Ziegler.